# Orgyiodes capicolaria
Orgyiodes capicolaria är en fjärilsart som beskrevs av Felder 1874. Orgyiodes capicolaria ingår i släktet Orgyiodes och familjen mätare. Inga underarter finns listade i Catalogue of Life.